# Wimbledon Championships 1930
Die 50. Auflage der Wimbledon Championships fand 1930 auf dem Gelände des All England Lawn Tennis and Croquet Club an der Church Road statt.
In diesem Jahr wurden am Court No. 1 eine elektronische Anzeigetafel installiert. Am Center Court wurden die Bälle in einem Kühlschrank aufbewahrt, dessen Temperatur  20 °C betrug. Der Brite Brame Hillyard trat als erster Spieler bei den Herren in kurzen Hosen an.

## Herreneinzel
Bill Tilden holte sich nach neun Jahren wieder den Einzeltitel in Wimbledon.

## Dameneinzel
Helen Wills Moody errang ihren vierten Titel in Folge.

## Herrendoppel
Im Herrendoppel verteidigten Wilmer Allison und John Van Ryn ihren Vorjahrestitel.

## Damendoppel
Im Damendoppel waren Helen Wills Moody und Elizabeth Ryan erfolgreich.

## Mixed
Der Titel im Mixed ging an Elizabeth Ryan und Jack Crawford.

## Quelle
- J. Barrett: Wimbledon: The Official History of the Championships. HarperCollins Publishers, London 2001, ISBN 0-00-711707-8.